# جاك بوند
جاك بوند (6 مايو 1932 في المملكة المتحدة - 12 يوليو 2019) (بالإنجليزية: Jack Bond)‏ هو لاعب كريكت بريطاني. لعب مع نادي مقاطعة لانكشر للكريكت ‏ ونادي مقاطعة نوتنغهامشير للكريكت ‏.

## وصلات خارجية
- جاك بوند على موقع إي آس بي آن كريك إنفو (الإنجليزية)